# Détroit de Nares
Le détroit de Nares (en anglais Nares Strait, en danois Nares Strædet) est un passage maritime de la baie de Baffin situé entre l'île d'Ellesmere (partie la plus septentrionale du Nunavut et du Canada) et le Groenland. Il débouche au nord sur la mer de Lincoln, une mer bordière de l'océan Arctique. 
Du sud au nord, le détroit comprend : 
- le détroit de Smith ;
- le bassin Kane ;
- le passage Kennedy, aussi appelé canal Kennedy ;
- le bassin Hall ;
- le passage Robeson, aussi appelé canal Robeson.

Le premier navigateur à le franchir fut le capitaine de la Royal Navy et explorateur britannique George Strong Nares en 1875. Bien que connu sous le nom de détroit de Nares depuis longtemps par le gouvernement canadien, il fallut attendre 1964 pour que ce nom soit officiellement reconnu par les Danois (Stednavneudvalget, maintenant Stednavnenævnet). Le détroit et les eaux alentour sont habituellement dangereuses pour la navigation. Durant le mois d'août, il est normalement navigable pour les brise-glaces. Avant 1948, seuls 5 navires ont été répertoriés comme ayant réussi à naviguer au nord du bassin Kane.
L'île Hans, une petite île au milieu du détroit, est partagée entre le Danemark et le Canada depuis 2022. La base des Forces canadiennes d'Alert, habitat humain permanent le plus septentrional au monde se trouve sur l'île Ellesmere quelques dizaines de kilomètres du débouché nord du détroit. La base aérienne américaine de Thulé se trouve elle sur la côte occidentale du Groenland, à la limite entre la baie de Baffin et le détroit de Nares.